# أغلايا
الأغلايا (الاسم العلمي: Aglaia) هي جنس من النباتات يتبع الفصيلة الأزدرختية من رتبة الصابونيات.

## الإنتشار والتوزيع
تتواجد أنواع الأغلايا في الغابات الاستوائية وشبه الاستوائية في جنوب شرق آسيا وشمال أستراليا ومنطقة المحيط الهادئ.

## من أنواع الأغلايا
- أغلايا إهليلجية
- أغلايا بيضاء الفروع
- أغلايا جرداء
- أغلايا أحادية الورق
- أغلايا أسترالية
- أغلايا صفراء
- أغلايا باركسية
- أغلايا براسية
- أغلايا براونية
- أغلايا بسيطة الأوراق
- أغلايا بيضاء الأوراق
- أغلايا بيكارية
- أغلايا جعيداء
- أغلايا جلدية
- أغلايا جميلة
- أغلايا حرجية
- أغلايا مأكولة
- أغلايا خزفية
- أغلايا ذات رائحة
- أغلايا رخوة الأزهار